# Леон Скотт

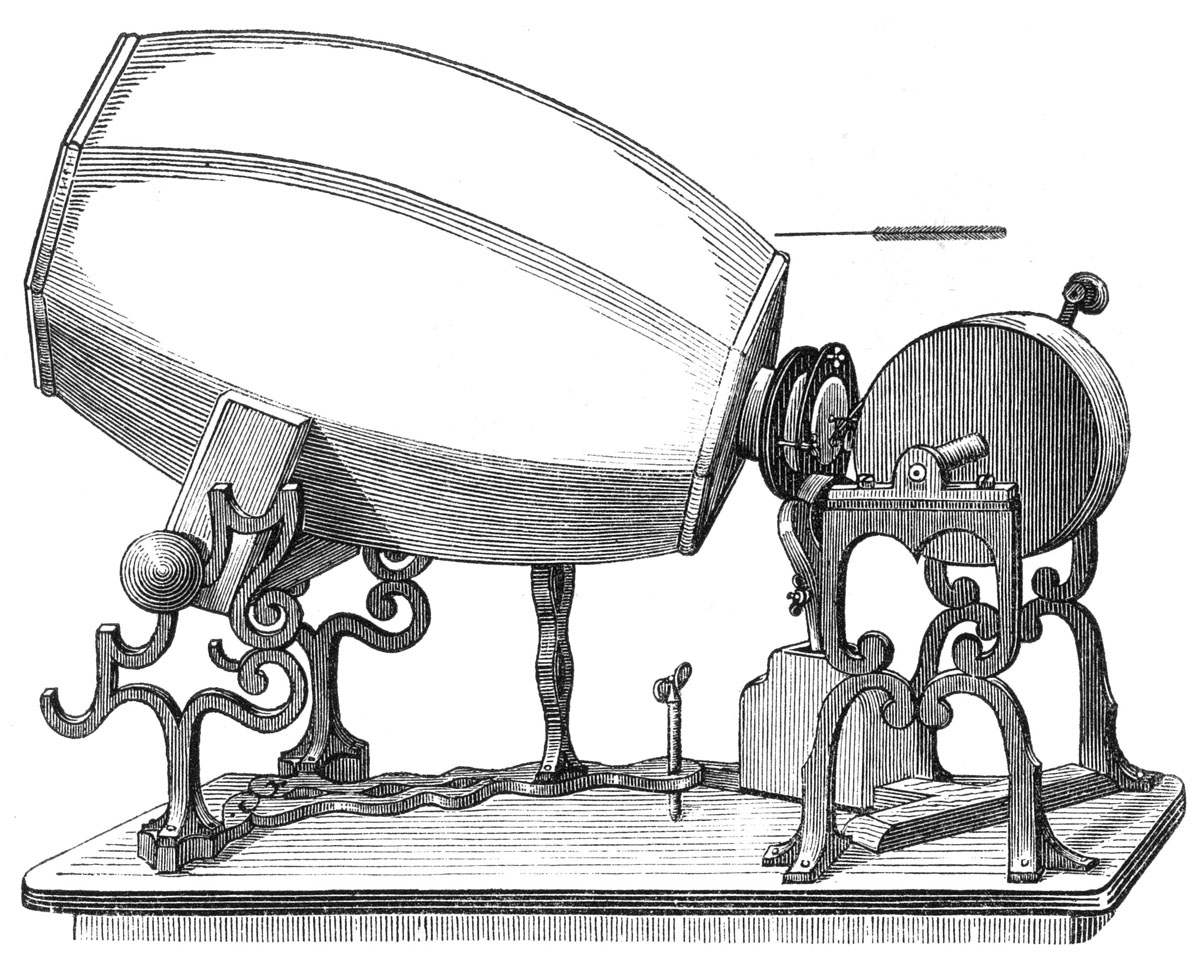
Дереворит фоноавтографу

Едуа́рд-Лео́н Ско́тт де Ма́ртінвіль (1817 — 26 квітня 1879) — паризький видавець, книготорговець та бібліотекар. Винайшов фонавтограф, перший пристрій для реєстрації звукових сигналів (на відміну від фонографа, винайденого Едісоном пізніше, фонавтограф не міг відтворювати записаний звук).

## Винайдення апарату для запису звуку
У 1855 році Леон Скотт придумав апарат для графічного запису звукових коливань. Його прилад складався з коробки, на дно якої було натягнута перетинка. Перетинка містила невелике вістря розміщене над скляним циліндром обгорнутим паперовою стрічкою, покритою сажею. Якщо над коробкою лунав якийсь звук, то перетинка починала коливатися, і вістря креслило на папері обертового циліндра характерні криві.
У 1857 році Леон Скотт запатентував фонавтограф, перший прилад для запису звукових коливань. Леон Скотт не збирався зробити програвач записаних звуків, він лише отримував їхній візуальний відбиток.

## Найстаріший запис

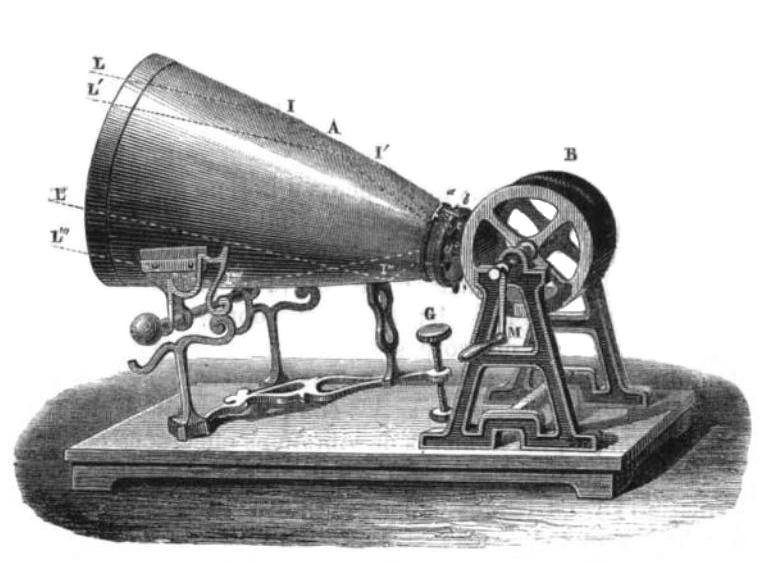
Зразок фотоавтографу

У 2008 році вченим вдалося прочитати один з ранніх записів Леона Скота. Зараз це найдавніший запис звуку в світі — він був зроблений 9 квітня 1860 року. Під час своїх експериментів Скотт де Мартінвілль намагався записати звук на аркуші паперу, покритого воскоподібним шаром після витримки над олійною лампою. Оригінал був серйозно пошкоджений, проте вченим вдалося відтворити звук після реставрації запису. На 10-секундному уривку можна розібрати слова «У місячному світлі П'єро відповів» з тексту французької народної пісні «Au сlair de la lune».

## Публікації
- Jugement d’un ouvrier sur les romans et les feuilletons à l’occasion de Ferrand et Mariette (1847)
- Histoire de la sténographie depuis les temps anciens jusqu'à nos jours (1849)
- Fixation graphique de la voix (1857)
- Les Noms de baptême et les prénoms (1857)
- Notice sur la vie et les travaux de M. Adolphe Noël Des Vergers
- Essai de classification méthodique et synoptique des romans de chevalerie inédits et publiés. Premier appendice au catalogue raisonné des livres de la bibliothèque de M. Ambroise Firmin-Didot (1870)
- Le Problème de la parole s'écrivant elle-même. La France, l’Amérique (1878)